# Adrian Duminicel
Adrian Duminicel (ur. 30 września 1980 w Bukareszcie) – rumuński bobsleista, uczestnik dwóch igrzysk olimpijskich: Salt Like City 2002 oraz Turyn 2006.

## Igrzyska Olimpijskie
Adrian Duminicel uczestniczył w dwóch igrzyskach olimpijskich.
Na Igrzyskach w Salt Like City uczestniczył zarówno w dwójce z Florianem Enachem, zdobywając 25. miejsce oraz w czwórce w składzie Florian Enache, Adrian Duminicel, Iulian Păcioianu, Teodor Demetriad, zajmując 21 lokatę.
Cztery lata później na igrzyskach w Turynie uczestniczył również w dwójce z pilotem Nicolae Istrate czwórce, w składzie Nicolae Istrate, Adrian Duminicel, Mihai Iliescu, Levente Gabriel Bartha, zajął 22 pozycję.